# Conseil d'en haut
Le Conseil d'en-haut est le nom donné au Conseil du roi, ou Conseil des Affaires, sous Louis XIV et Louis XV. Il était appelé ainsi parce qu'il siégeait au premier étage du château de Versailles, à proximité de la chambre royale.
À l'origine, au Conseil d'en-haut siègent les princes du sang, ducs et pairs, maréchaux de France, chancelier, contrôleur général des finances et ministres d'État.
Louis XIV en fait un conseil restreint où ne siègent qu'entre trois et six membres, qui portent le titre de ministres d'État. L'accession au Conseil d'en-haut est soumise à la décision royale ; personne n'y entre de droit. Les délibérations y sont secrètes, et il n'est pas tenu de procès-verbal des réunions. Le Conseil suit le roi dans tous ses déplacements.
Sous le règne de Louis XIV, le Conseil d'en-haut jouit d'une grande influence, et généralement le roi se conforme aux avis qui y sont donnés. Sous le règne de Louis XV, le Conseil d'en-haut joue un grand rôle jusqu'en 1726, date à laquelle Louis XV fait part au Conseil, par le biais du cardinal Fleury, de son intention de gouverner seul. Il tiendra cependant compte de l'avis de ses conseillers.